# 塔院寺
塔院寺，位于山西省忻州市五台山风景名胜区台怀镇中心的杨林街（杨林村），显通寺南侧，是五台山“五大禅林”、全山“青庙十大寺”之一。寺以院内的大白塔而得名，兼有汉传佛教及藏传佛教风格。汉族地区佛教全国重点寺院之一，已列为全国重点文物保护单位。

## 历史
该寺原为显通寺塔院，据传早在汉明帝时即在五台山兴建佛寺，至迟在北魏时期，显通寺称“大浮图寺”，意即大塔。
明永乐五年（1407年），明成祖命太监杨升重修舍利塔。万历七年（1579年），李太后令太监范江和李友重建。明万历十七年（1589年），万历皇帝赐额“大塔院寺”，成为一座独立的寺院。
1983年，国务院确定为汉族地区佛教全国重点寺院。

## 建筑

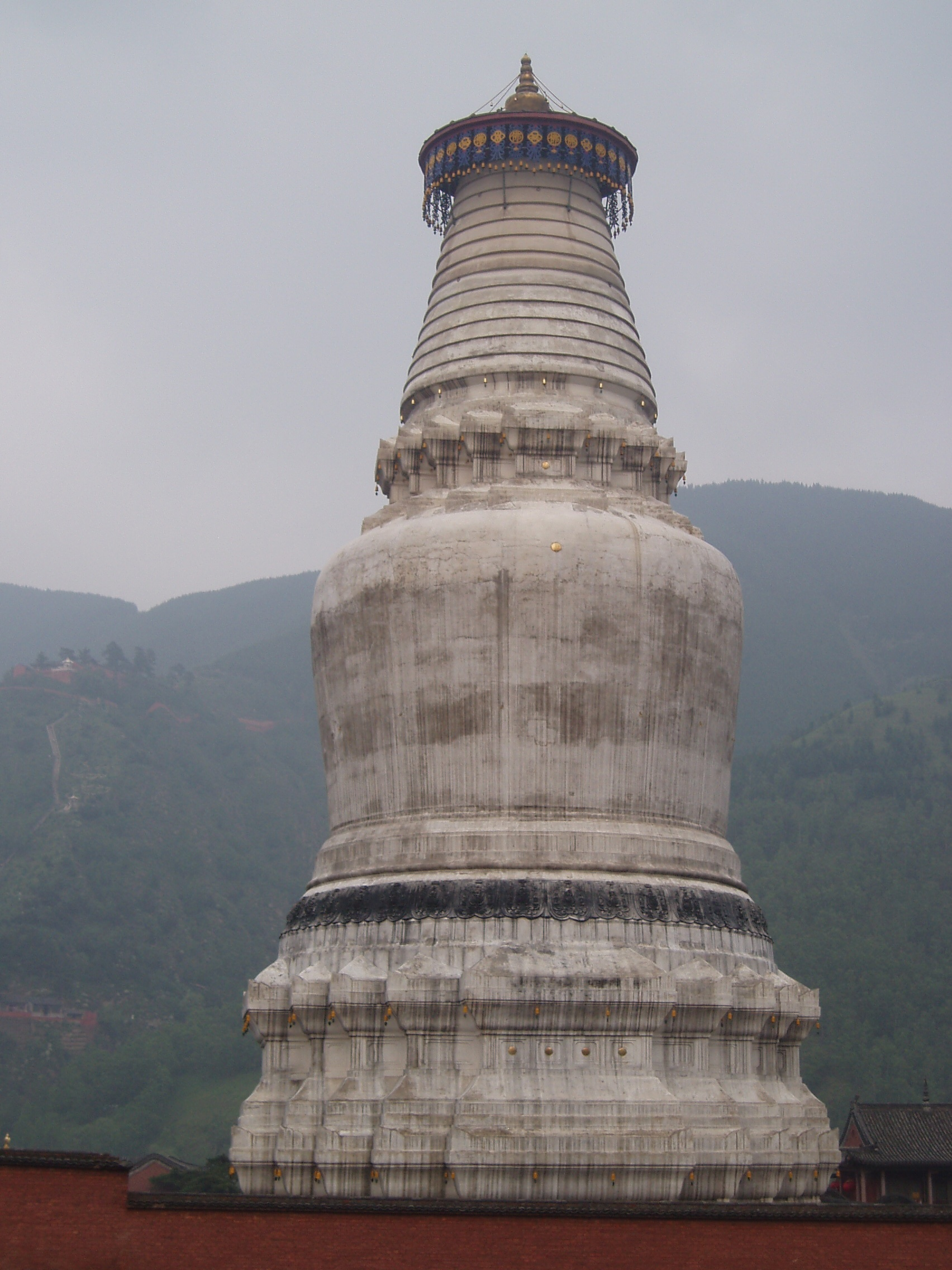
大白塔

该寺建筑兼有汉藏佛教风格，坐北朝南，占地15000平方米，有殿堂楼房130馀间，中轴线上的建筑有影壁、牌坊、石阶、周门、山门、钟鼓楼、天王殿、大慈延寿宝殿、塔殿藏经阁，以及山海楼、文殊发塔等建筑。
寺前山下有影壁，以及建于明万历年间的“清凉胜境”木牌坊。登上长长的石阶，穿过三间过殿，山门建于高台基之上，三开间歇山顶，左右两侧为钟鼓楼。
院内大慈延寿宝殿，建于万历六年（1578年），为万历帝祈愿母亲李太后（时年32岁）延年永寿而建，面阔五间27.4米，进深三间11.5米，单檐歇山顶。殿内供奉“华严三圣”（释迦摩尼佛、文殊菩萨、普贤菩萨）。
大白塔（释迦牟尼舍利塔）为五台山的标志，据传建於汉明帝在五台山兴建佛寺之初，至迟在北魏时期已耸立於五台山。一说慈寿塔建于唐长安二年（702年）。现白塔始建於元大德六年（1302年），由尼泊尔匠师阿尼哥设计，将以前的慈寿塔置於大塔腹中，为尼泊尔风格覆钵式白塔，砖砌，外摸石灰，通高75.3米，上部有十三天相轮，金属塔刹，饰有铜质垂檐，悬挂风铃。万历九年（1581年）重建。
大白塔后为藏经阁，高两层，面阔五间25.3米，进深13米，三檐硬山顶。阁内有“华藏世界转轮藏”，明万历九年（1526年）由憨山大师所建，八角三十三层，高11.3米，各层格内装满二万余册汉文、蒙文和藏文经书。
塔院寺中最著名的除了大白塔之外，还有文殊发塔，在大白塔东侧，相传为文殊菩萨显圣处，藏有文殊菩萨显圣遗留的金发，高两丈余，外抹白灰。

## 趣闻
1948年4月，毛泽东率领中国人民解放军离开延安、东渡黄河，路经五台山，与其它中共领导人周恩来等在此寺过夜。传闻寺中高僧赠毛泽东“8341”数字，意思為毛澤東享壽83年，領導中國共產黨41年（由1935年遵義會議統治至1976年）后以此数字命名了后来的中央警卫团。该数字曾引起民间诸多争议和讨论。

## 保护
2006年5月25日，塔院寺作为五台山古建筑群的子项，与第二批全国重点文物保护单位显通寺合并。